# 居銮高级城市酒店
居銮高级城市酒店（英語：Prime City Hotel Kluang）是一家位于马来西亚柔佛州居銮的三星级酒店。该酒店成立于1996年，是明吉摩河河边的地标性建筑，靠近居銮巴士站，拥有121间客房。居銮高级城市酒店也是居銮最高的建筑物。